# Gare d'Erpe-Mere
La gare d'Erpe-Mere, (en néerlandais : station Erpe-Mere), est une gare ferroviaire belge de la ligne 82, d'Alost à Burst. Elle est située à égale distance des sections d'Erpe et de Mere sur le territoire de la commune d'Erpe-Mere, dans la province de Flandre-Orientale en Région flamande.
C'est un point d'arrêt de la Société nationale des chemins de fer belges (SNCB), desservi, uniquement en semaine, par des trains P.

## Situation ferroviaire
Établie à 30 mètres d'altitude, la gare d'Erpe-Mere est située au point kilométrique (PK) 6,500 de la ligne 82, d'Alost à Burst (voie unique), entre les gares de Vijfhuizen et de Bambrugge.

## Histoire
La « station d'Erpe-Meir » est mise en service le 1er juin 1876, par l'Administration des chemins de fer de l'État belge, lorsqu'elle ouvre à l'exploitation, voyageurs et marchandises, la « section d'Alost à Burst du chemin de fer direct d'Anvers à Douai ». Le service mis en place, qui dessert la station, est quotidiennement : de deux trains, dans chaque sens, sur la relation Alost - Sottegem et un train, dans chaque sens sur la relation Alost - Burst.

## Service des voyageurs

### Accueil
Point d'arrêt SNCB, il dispose d'un panneau d'informations et d'un quai, avec un abri.

### Desserte
Erpe-Mer est desservie, uniquement en semaine par des trains P, sept dans chaque sens chaque jour.

Installations et desserte
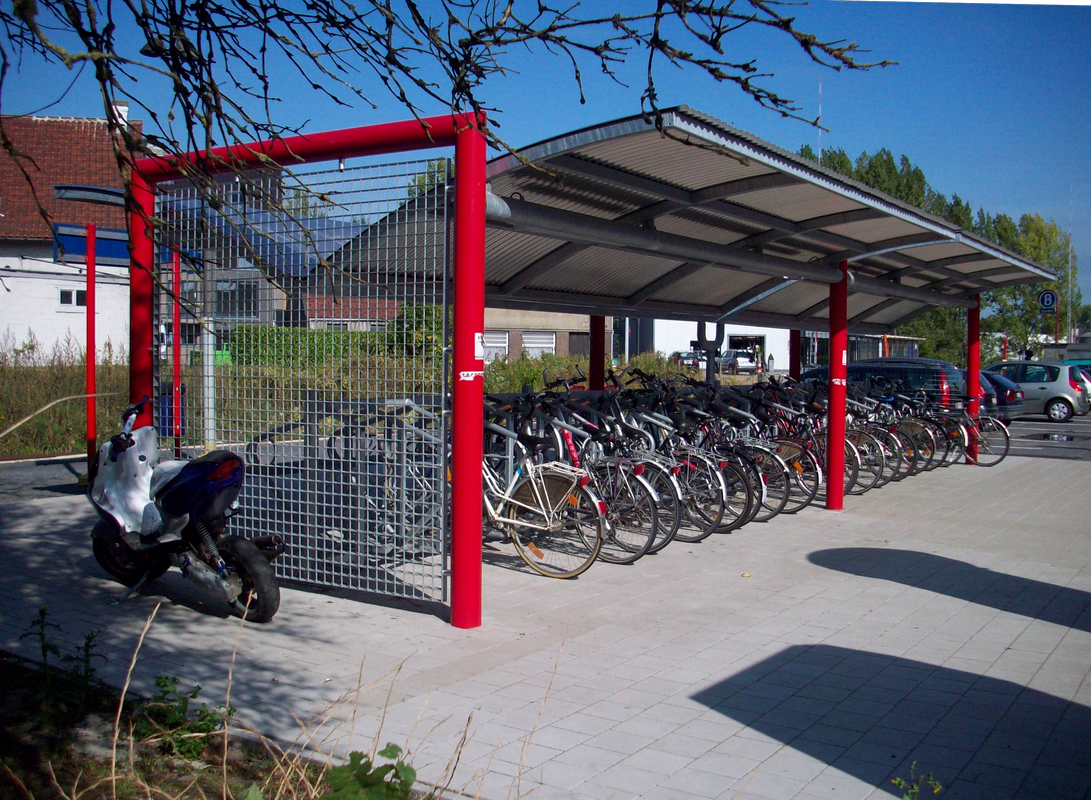
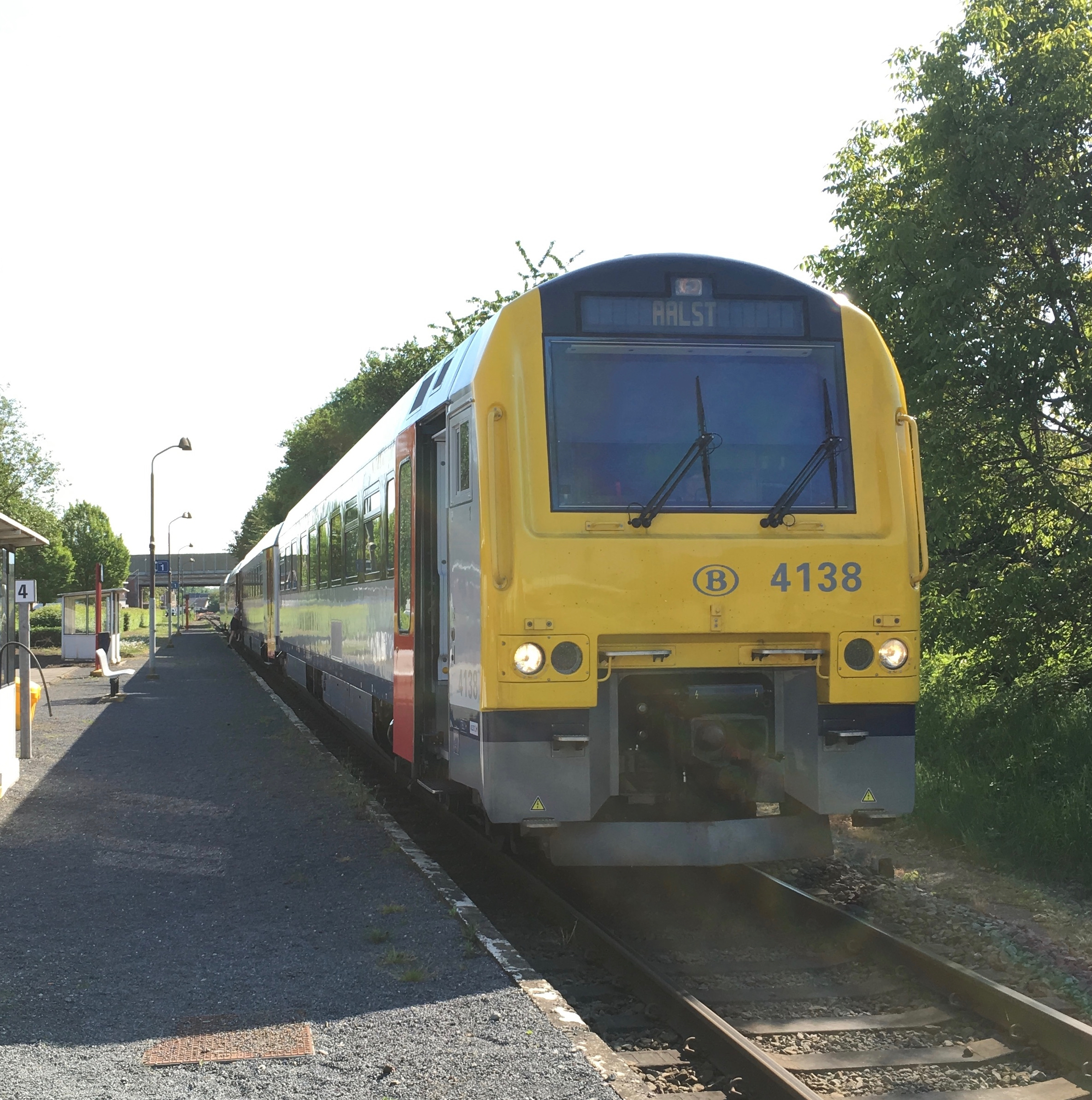

### Intermodalité
Un parc pour les vélos, et un parking pour les véhicules y sont aménagés.

## Comptage voyageurs
Le graphique et le tableau montrent le nombre de passagers qui en moyenne embarquent durant la semaine, le samedi et le dimanche.
| Nombre de voyageurs qui embarquent à la gare d'Erpe-Mere | Nombre de voyageurs qui embarquent à la gare d'Erpe-Mere | Nombre de voyageurs qui embarquent à la gare d'Erpe-Mere | Nombre de voyageurs qui embarquent à la gare d'Erpe-Mere |
|                                                          | Semaine                                                  | Samedi                                                   | Dimanche                                                 |
| -------------------------------------------------------- | -------------------------------------------------------- | -------------------------------------------------------- | -------------------------------------------------------- |
| 1977                                                     | 153                                                      | 16                                                       | -                                                        |
| 1978                                                     | 169                                                      | 2                                                        | -                                                        |
| 1979                                                     | 155                                                      | 3                                                        | -                                                        |
| 1980                                                     | 151                                                      | 4                                                        | -                                                        |
| 1981                                                     | 208                                                      | 11                                                       | -                                                        |
| 1982                                                     | 165                                                      | -                                                        | -                                                        |
| 1983                                                     | 128                                                      | -                                                        | -                                                        |
| 1984                                                     | 112                                                      | -                                                        | -                                                        |
| 1985                                                     | 103                                                      | -                                                        | -                                                        |
| 1986                                                     | 99                                                       | -                                                        | -                                                        |
| 1987                                                     | 89                                                       | -                                                        | -                                                        |
| 1988                                                     | 82                                                       | -                                                        | -                                                        |
| 1989                                                     | 117                                                      | -                                                        | -                                                        |
| 1990                                                     | 112                                                      | -                                                        | -                                                        |
| 1991                                                     | 98                                                       | -                                                        | -                                                        |
| 1992                                                     | 100                                                      | -                                                        | -                                                        |
| 1993                                                     | 71                                                       | -                                                        | -                                                        |
| 1994                                                     | 81                                                       | -                                                        | -                                                        |
| 1995                                                     | 73                                                       | -                                                        | -                                                        |
| 1996                                                     | 79                                                       | -                                                        | -                                                        |
| 1997                                                     | 81                                                       | -                                                        | -                                                        |
| 1998                                                     | 70                                                       | -                                                        | -                                                        |
| 1999                                                     | 55                                                       | -                                                        | -                                                        |
| 2000                                                     | 67                                                       | -                                                        | -                                                        |
| 2001                                                     | 58                                                       | -                                                        | -                                                        |
| 2002                                                     | 99                                                       | -                                                        | -                                                        |
| 2003                                                     | 104                                                      | -                                                        | -                                                        |
| 2004                                                     | 89                                                       | -                                                        | -                                                        |
| 2005                                                     | 84                                                       | -                                                        | -                                                        |
| 2006                                                     | 73                                                       | -                                                        | -                                                        |
| 2007                                                     | 74                                                       | -                                                        | -                                                        |
| 2008                                                     | -                                                        | -                                                        | -                                                        |
| 2009                                                     | 79                                                       | -                                                        | -                                                        |
| 2010                                                     | -                                                        | -                                                        | -                                                        |
| 2011                                                     | -                                                        | -                                                        | -                                                        |
| 2012                                                     | 84                                                       | -                                                        | -                                                        |
| 2013                                                     | 59                                                       | -                                                        | -                                                        |
| 2014                                                     | 68                                                       | -                                                        | -                                                        |
| 2015                                                     | 66                                                       | -                                                        | -                                                        |
| 2016                                                     | 69                                                       | -                                                        | -                                                        |
| 2017                                                     | 69                                                       | -                                                        | -                                                        |
| 2018                                                     | 50                                                       | -                                                        | -                                                        |
| 2019                                                     | 59                                                       | -                                                        | -                                                        |
| 2020                                                     | 41                                                       | -                                                        | -                                                        |
| 2021                                                     | -                                                        | -                                                        | -                                                        |
| 2022                                                     | 52                                                       | -                                                        | -                                                        |
| 2023                                                     | 48                                                       | -                                                        | -                                                        |
| 2024                                                     | 49                                                       | -                                                        | -                                                        |